# Девушка, которая боялась дождя
«Девушка, которая боялась дождя» (англ. Fear of Rain, другой вариант «Я видел человека с жёлтыми глазами») — американский психологический триллер 2021 года, сценаристом и режиссёром которого выступила Кастилл Лэндон. В главных ролях снялись Кэтрин Хайгл, Мэдисон Айсмен и  Израэль Бруссар.
Фильм вышел в США 12 февраля 2021 года.

## Сюжет
17-летняя Рейн Берроуз страдает шизофренией на ранней стадии и попадает в больницу после психотического эпизода. Она рассказывает своему терапевту, что не принимает лекарства, так как они мешают ей рисовать.
Её мать Мишель и отец Джон поддерживают её, но когда Рейн возвращается в школу, от нее отрекаются друзья, которые высмеивают её психическое заболевание. Однако новичок в классе Калеб замечает её, и они начинают общаться.
Однажды ночью, во время кошмарного сна, Рейн видит видение своей учительницы мисс Макконнелл (её соседки), танцующей с маленьким ребенком. Проснувшись, она заглядывает через окно своей спальни в чердачное окно мисс Макконнелл и видит, как девочка быстро исчезает из виду. На следующее утро Рейн и Джон приходят к мисс Макконнелл, и она разрешает им обыскать чердак. Они не находят ничего, кроме кукол и манекенов, которые, по словам мисс Макконнелл, принадлежали её покойной бабушке. Рэйн рассказывает Калебу о том, что она видела, и он ей верит. Позже они проникают в её дом, чтобы найти девочку, но безуспешно.
Рэйн и Калеб ищут пропавших детей в Интернете и находят пропавшую девочку по имени Малия, которая, по словам Рэйн, выглядит так же, как девочка, которую она видела на чердаке. 
Позже Калеб узнает о болезни Рейн, и она открывается ему.
Мать девушки Мишель начинает сомневаться, существует ли Калеб на самом деле или он плод воображения Рэйн. Рэйн и Калеб снова пытаются обыскать дом мисс Макконнелл, но она слышит, как они разбивают окно, и вызывает полицию. Отец Рэйн Джон злится и набрасывается на её, настаивая на том, чтобы она приняла дозу своих лекарств. Она дразнит его, засовывая несколько таблеток в рот. Джон пытается заставить её выплюнуть их, но когда она кусает его за палец, он дает ей пощёчину.
На следующий вечер Рэйн и Калеб впервые целуются в её гостиной. Мишель удивляет их, подтверждая Рейн, что Калеб существует, но затем он уходит. 
На следующий день в школе Рэйн видит, что Калеб отсутствует, и считает, что на самом деле выдумала его. Она идёт к своему психотерапевту, но его там нет. Рэйн возвращается домой, где у нее случается срыв. Мишель пытается утешить её, но безуспешно. 

Джон рассказывает, что её мать Мишель умерла три года назад, а её присутствие всё это время было воображением Рейн.
В истерике Рейн снова врывается в дом мисс Макконнелл и проводит дальнейшее исследование чердака. У нее появляется видение ее матери и она беседует с ее духом. Мисс Макконнелл приходит домой и садится ужинать. Когда Рейн пытается улизнуть, она видит, что дверь в подвал теперь заперта, но ей удается украсть ключи и отпереть дверь. Рейн находит Малию запертой в клетке в подвале. Когда они слышат, что мисс Макконнелл спускается для расследования, Рейн прячется в клетке с Малией. Мисс Макконнелл говорит Рейн, что хочет помочь ей и не будет сообщать о ней в полицию, и что Малия ненастоящая. Рейн не знает, чему верить, но в этот момент появляется Калеб и подчиняет мисс Макконнелл, давая Рейн и Малие шанс сбежать.
Приходит Джон и подтверждает Рейн, что Малия реальна и что она была права с самого начала. Затем Калеб выходит из гаража и также подтверждается, что он настоящий.
Недели спустя Рейн выздоравливает, новое лекарство действует, и у нее прекратились многочисленные галлюцинации. Они с Джоном посещают могилу Мишель. Позднее, когда Рейн засыпает в своей комнате, видение Мишель спит рядом с ней, заверяя, что её мать навсегда с ней в её памяти.

## В ролях
- Мэдисон Айсмен — Рейн Берроуз
- Кэтрин Хайгл — Мишель Берроуз
- Израэль Бруссар — Калеб
- Эжени Бондюран — Дэни МакКоннелл
- Гарри Конник (младший) — Джон Берроуз

## Производство
Съёмки начались в апреле 2019 года в Тампе, Флорида, и Сент-Питерсберге, Флорида. В ноябре 2019 года было объявлено, что фильм находится на стадии постпродакшна.

## Релиз
Фильм вышел 12 февраля 2021 года.

## Приём критиков
На сайте Rotten Tomatoes у картины 54 % положительных отзывов из 13.